# Brungul älvmätare
Brungul älvmätare (Euchoeca nebulata) är en fjärilsart som beskrevs av Giovanni Antonio Scopoli 1763. Brungul älvmätare ingår i släktet Euchoeca och familjen mätare. Arten är reproducerande i Sverige. Inga underarter finns listade i Catalogue of Life.

## Bildgalleri

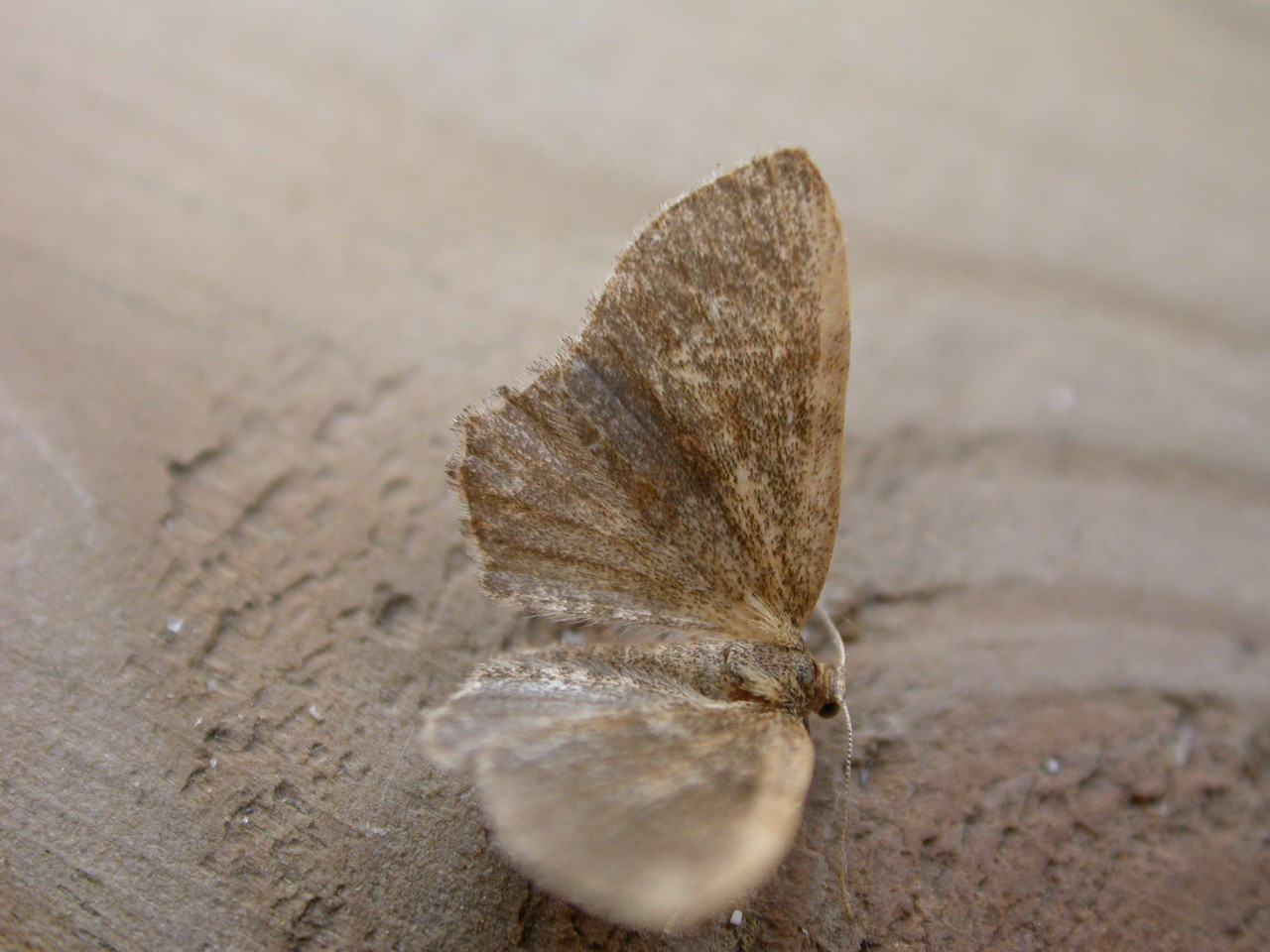